# Commune mixte (France d'outre-mer)
Pour les anciennes paroisses mi-parties entre les provinces de Normandie et du Maine, voir Commune mixte (France métropolitaine).
La commune mixte est une ancienne circonscription territoriale française ayant existé en France d'outre-mer pendant la période coloniale en Algérie française ainsi que dans plusieurs autres colonies.
Le régime de la commune mixte est un des trois principaux régimes municipaux ayant existé outre-mer ; les deux autres sont celui de la commune indigène — d'abord appelée commune subdivisionnaire en Algérie française — et celui de la commune de plein exercice ; un quatrième, celui de la commune de moyen exercice, n'apparaît qu'en 1947.
En Algérie française, les communes mixtes se trouvaient en zone rurale et se situaient au second niveau de division territoriale après le département, concurremment avec la commune de plein exercice. Cette circonscription de grande taille englobe une population algérienne nombreuse et une population européenne réduite. Apparue dans les territoires sous administration militaire sous le Second Empire, elle fonctionne ensuite en territoire civil sous un statut inchangé de 1875 à 1956. Sa disparition, prévue par une loi du 20 septembre 1947, est organisée par un décret du 28 juin 1956, dont la mise en œuvre n'était pas achevée à l'indépendance du pays le 5 juillet 1962.
Sous la IIIe République, le régime de la commune mixte a été étendu d'abord au Sénégal, puis au reste de l'Afrique-Occidentale française et à l'Afrique-Équatoriale française, enfin aux Établissements français de l'Océanie, à la Côte française des Somalis et au Togo français. Des communes analogues aux communes mixtes ont existé à Madagascar et au Cameroun français.
Il n'a jamais existé de commune mixte en Martinique, en Guadeloupe ni à La Réunion dont les communes étaient toutes de plein exercice. D'autre part, les quatre premières communes créées au Sénégal — Saint-Louis, Gorée, Rufisque et Dakar — étaient des communes de plein exercice.

## Historique

### L'organisation territoriale du monde rural avant la commune mixte
Lorsque, pendant la conquête, les populations sont soumises progressivement  à la nouvelle administration, elles conservent dans un premier temps leur autonomie et leurs autorités traditionnelles. C'est l'époque des bureaux arabes, militaires, qui les administrent indirectement. Puis, l'administration entreprend de fixer territorialement, et même de regrouper, les tribus nomades ou semi-nomades, et en même temps, substitue une administration directe à celle des chefs traditionnels, qu'elle remplace par des agents nommés par elle. La tribu est alors la circonscription administrative des autochtones. Parallèlement, des communes de type métropolitain se multiplient dans l'espace rural, dans le cadre de la colonisation de peuplement. La fin des tribus comme circonscriptions administratives est consommée par une série de textes de 1863, qui organisent la délimitation de leur territoire en douars dotés d'une assemblée de gestion, la djemaâ.

### La commune mixte, de ses balbutiements à sa disparition
Le système de la commune mixte s'ébauche sous le Second Empire dans les territoires sous administration militaire. La catégorie des communes mixtes est créée le 20 mai 1868 par un arrêté du gouverneur général de l'Algérie, Patrice de Mac Mahon. Chaque commune mixte est alors gérée par une commission municipale composée de fonctionnaires ou de militaires et de conseillers municipaux musulmans, européens, israélites, nommés par le général gouvernant la province, et son maire est l'officier commandant la circonscription militaire appelée « cercle » pour l'administration des territoires subsahariens.
1870 voit une large extension du territoire civil des départements d'Algérie, et l'administration y adopte la formule de la commune mixte, ce qui fait cohabiter communes mixtes civiles et militaires.
Le statut de la commune mixte est définitivement fixé en 1875 et subsiste jusqu'en 1956, bien que sa fin ait été prévue dès 1947 par la loi sur le statut de l'Algérie. Un décret du 28 juin 1956 organise la disparition de la commune mixte, et prévoit l'organisation de tout le territoire algérien en communes de plein exercice, mais son application n'est pas achevée lors de l'indépendance de l'Algérie.

## Organisation générale
La commune mixte est une circonscription territoriale de grande taille, sa surface pouvant être équivalente à un grand arrondissement ou à un petit département de la Métropole. Dotée de la personnalité civile et de l'autonomie financière, elle est constituée de circonscriptions de base de nature diverse, et regroupe une population algérienne très majoritaire avec une population européenne réduite. Elle est dirigée par un administrateur, fonctionnaire nommé, qui est assisté par une commission municipale avec des conseillers français d'Algérie et des Algériens, qui sont d'abord nommés, puis élus, les Français d'Algérie en 1887, et les Algériens en 1919. Cette commission n'a pas les compétences d'un conseil municipal, ses délibérations n'étant exécutoires qu'après l'approbation du préfet.
L'administrateur a des fonctions très étendues. Maire, il est à la fois le représentant du pouvoir central et celui de la commune, mais il est aussi officier de police judiciaire, et, jusqu'en 1927, juge pénal (code de l'indigénat). Ses attributions sont également économiques. Il dispose d'un personnel administratif réduit.

## Organisation territoriale
Au cœur même du territoire de la commune mixte peuvent être enclavées des communes de plein exercice qui ne dépendent pas d'elle.
Les unités territoriales de base qui composent la commune mixte sont de deux types: le douar-commune et le centre de colonisation, auquel s'ajoute à partir de 1938, le « centre municipal » conçu comme une étape entre le douar et la commune de plein exercice.

### Douar-commune
Fraction territoriale de la commune mixte, le douar, ou encore douar-commune, est issu du senatus-consulte du 23 mai 1863 qui fixe les territoires  ou fractions de territoires  sur des circonscriptions territoriales constituées du territoire dont elles jouissaient à cette date. Il est doté de la personnalité morale limitée à la propriété et à la gestion des biens communaux, est géré par une djemaâ (assemblée), et à sa tête se tient un adjoint-indigène (devenu plus tard le caïd). Les djemaâs ont d'abord mal fonctionné, mais une loi du 4 février 1919 redonne de la vigueur à l'institution du douar, en définissant les compétences des djemaâs et en fonctionnarisant les adjoints-indigènes sous le nom de caïds.
La djemaâ est élue pour 4 ans, puis 6 ans (1933), et ses attributions portent sur l'administration des biens communautaires, la voirie, les finances, etc. Ses délibérations sont soumises, selon les cas, à l'approbation de la commission municipale de la commune mixte, à celle de l'administrateur, ou encore du sous-préfet.
Les caïds, assisté de khodjas, exercent la fonction d'officier de l'état civil, et dans une mesure limitée, une fonction de police.

### Centre de colonisation
Encore appelé « section française de commune mixte », il s'agit d'un centre de peuplement européen et du territoire en dépendant (prélevé sur des biens domaniaux, lotis, puis concédés aux colons), dont la population n'est pas encore suffisante pour permettre son érection en commune de plein exercice.
C'est une circonscription administrative dotée de la personnalité morale, ayant à sa tête un adjoint spécial ayant des compétences en matière d'état civil, de police judiciaire, et les attributions municipales que l'administrateur de la commune mixte lui délègue.

### Centre municipal
Créé par un décret de 1937, le centre municipal est lui aussi une fraction de la commune mixte, dont l'organisation représente une étape vers l'érection des douars en commune de plein exercice. L'expérience a été assez limitée puisqu'en 1954, il n'en existe que 163, dont 147 en pays kabyle.
Il est doté, comme la commune, de la personnalité juridique. La djemaâ y est un véritable conseil municipal, dont le président a les fonctions d'un véritable maire. Les textes qui régissent le centre municipal sont très proches de la loi municipale de 1884.
De plus, l'administrateur de la commune mixte ne l'administre pas directement, et le caïd n'y a que les fonctions d'un commissaire de police. Mais la tutelle administrative y est plus forte que dans les communes de plein exercice, toutes les décisions y étant soumises à l'approbation du préfet jusqu'en 1945, et après cette date, à celle de l'administrateur.
Le pouvoir du président de la djemaâ connaît d'autres limites: il est officier d'état civil pour les Algériens autochtones seulement, et ses pouvoirs de police ne touchent pas à la sécurité publique.

## Les communes mixtes d'Algérie

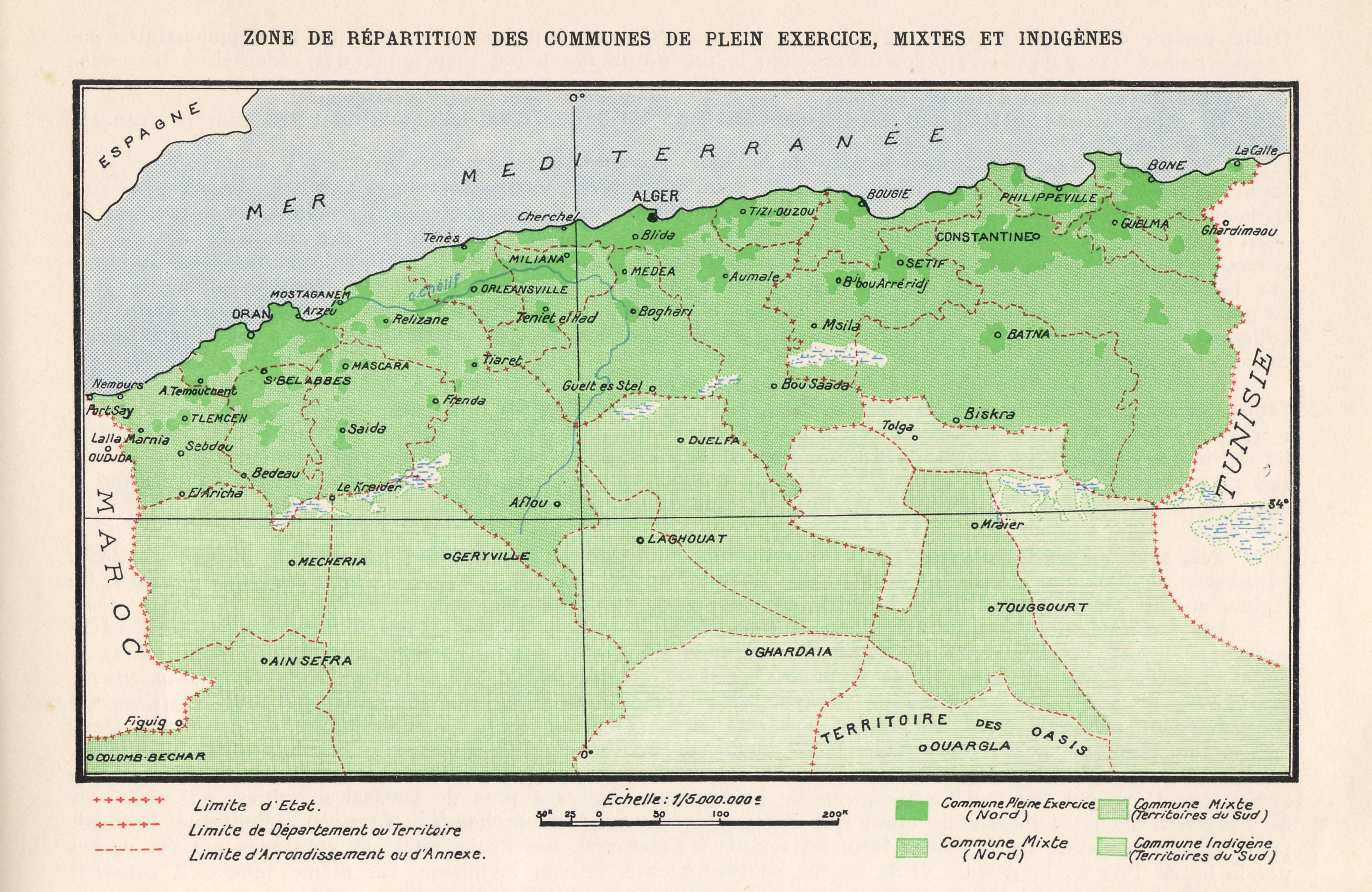
Répartition des communes mixtes en 1934.

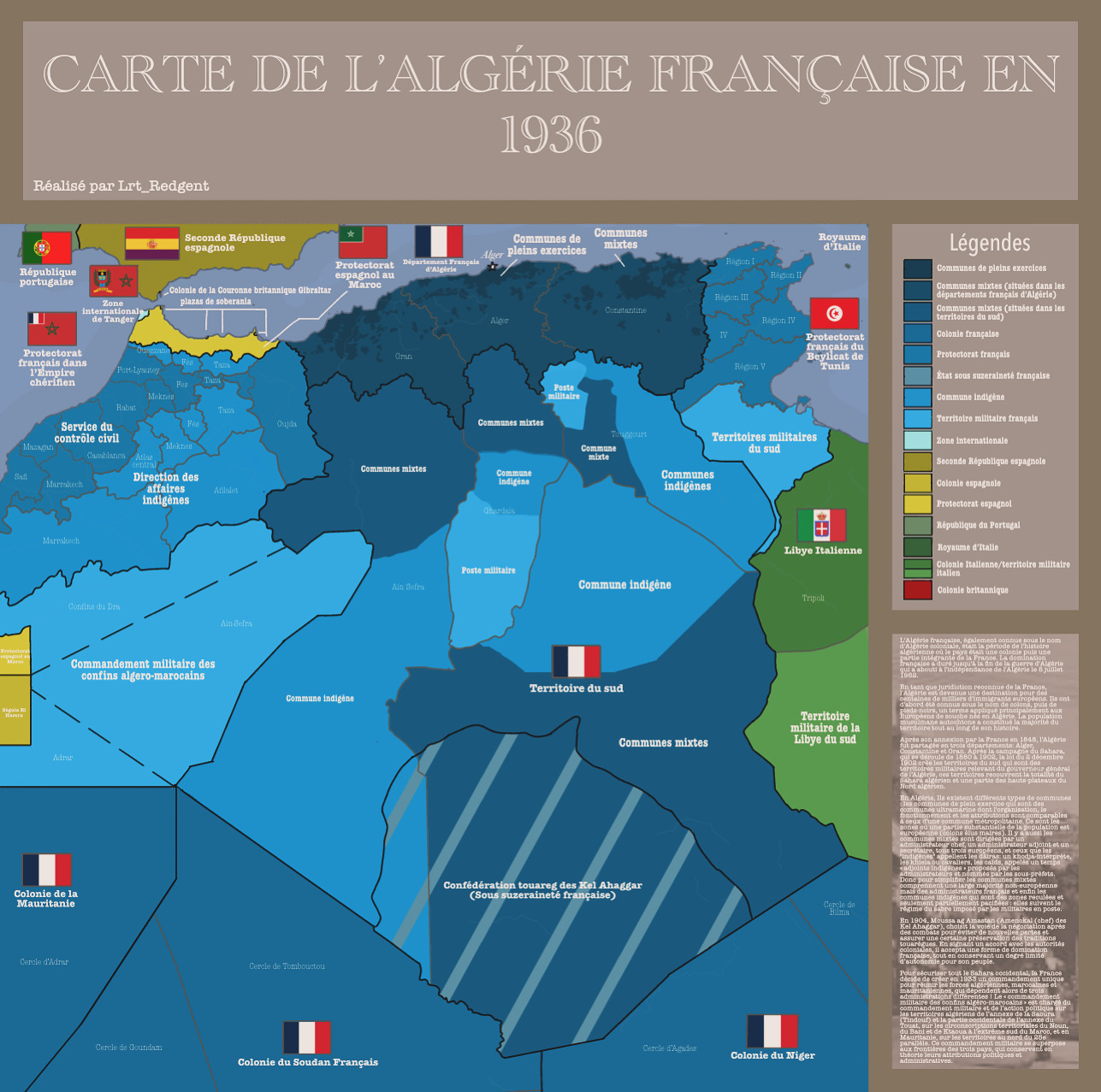
Carte de l’Algérie Française en 1936 montrant les différentes types de communes

En 1902, on compte 79 communes mixtes dans l’Algérie du Nord, sur une superficie de 165 133 km2, et regroupant environ 2,78 millions d’habitants (sur un total pour les trois départements de 478 970 km2 et 4 740 000 habitants). En 1931, les départements d'Oran, Alger et Constantine comptent 78 communes mixtes, regroupant 3 542 000 habitants sur 181 590 km2. En 1950, avant leur suppression définitive, elles sont 88 sur tout le territoire, Sahara algérien compris, peuplées de 5,2 millions d’habitants dont 48 000 Européens.
Plusieurs communes mixtes ont la particularité d'avoir leur chef-lieu situé au dehors de leur territoire, dans une commune de plein exercice, et même d'en porter le nom (par exemple, la commune mixte d'Akbou, celle d'Aïn-Témouchent, etc., ont reçu le nom de la commune où siège l'administrateur, qui est le chef-lieu, ou bien encore le chef-lieu de la commune mixte de la Mekerra est la commune de Sidi-bel-Abbès...).

### Organisation
En Algérie, Les communes mixtes sont dirigées par un administrateur chef, un administrateur adjoint et un secrétaire, tous trois européens, et ceux que les "indigènes" appellent les dâïras: un khodja-interprète, les khiela ou cavaliers, les caïds, appelés un temps « adjoints indigènes » proposés par les administrateurs et nommés par les sous-préfets. Les douars comprennent les djemaa, assemblées composées des chefs de clans (kebâr), représentant chaque mechta, nommés par le préfet pour trois ans sur proposition de l’administrateur. Elles disposent d’un secrétaire (khodja de douar). Présidées par l’adjoint indigène, elles ont officiellement un pouvoir décisionnaire sur l’exploitation des communaux, les droits d’usage en forêts, la répartition des terres collectives.

### Liste des communes mixtes en 1902
Tableau des communes mixtes d'Algérie en 1902, par arrondissement, et dans les trois départements algériens, alors dans leur plus grande extension. Ces départements comprennent toujours à cette époque un territoire sous administration militaire, dit « territoire de commandement », dont une partie sera distraite en 1905 pour être intégrée aux Territoires du Sud.

#### Département d'Alger
Le département d'Alger comprend vingt-quatre communes mixtes.
- Territoire civil
  - Arrondissement d'Alger (six communes mixtes, regroupant 200 387 habitants) 
    - Aïn Bessem (96 794 ha) : créée par arrêté gouvernemental du 17 février 1879 à partir de territoires distraits de la commune indigène d'Aumale, elle supprimée par arrêté du 4 décembre 1956[10] ;
    - Aumale (185 649 ha) : créée par arrêté gouvernemental du 1er décembre 1880 à partir de territoires distraits de la commune indigène d'Aumale, elle supprimée par arrêté du 4 décembre 1956[11] ;
    - Beni Mansour (102 685 ha) : créée par arrêté gouvernemental du 1er décembre 1880, elle prend le nom de Maillot après 1881 lorsque ce nom est donné au centre de Souk El Tleta puis est supprimée par arrêté du 30 novembre 1956[12] ;
    - Gouraya (81 504 ha)
    - Palestro (67 471 ha) : créée par arrêté gouvernemental du 26 décembre 1872, par détachement du centre de Palestro de la commune mixte de Dra El Mizan, son territoire est agrandi par arrêté du 23 avril 1875 puis elle est supprimée par arrêté du 8 novembre 1956[13] ;
    - Tablat (139 445 ha) : créée par arrêté gouvernemental du 10 février 1879 à partir de la commune indigène d’Alger à laquelle elle est substituée, elle est supprimée par arrêté du 4 décembre 1956[14] ;

  - Arrondissement de Médéa (deux communes mixtes, regroupant 65 689 habitants) 
    - Berrouaghia (147 155 ha) : créée par arrêté gouvernemental du 1er juin 1875, elle est augmentée de six douars-communes et prend le nom de Ben Chicao par arrêté du 14 décembre 1877 ; une nouvelle commune mixte de Berrouaghia est créée par arrêté du 25 août 1880, à partir de territoires distraits de la commune indigène d’Alger et est supprimée le 21 décembre 1950[15] ;
    - Boghari (286 416 ha) : créée par arrêté gouvernemental du 25 août 1880 à partir de territoires distraits de la commune indigène de Boghar, elle est supprimée par arrêté du 8 octobre 1956[16] ;

  - Arrondissement de Miliana (quatre communes mixtes, regroupant 117 220 habitants) 
    - Les Braz (101 321 ha) : créée par arrêté gouvernemental du 10 février 1879 à partir de territoires de la commune indigène de Miliana et de la commune mixte d'Oued Fodda, son chef-lieu est transféré à Duperré par arrêté du 10 octobre 1896, à effet au 1er janvier suivant, puis est supprimée par arrêté du 4 décembre 1956[17] ;
    - Djendel (114 214 ha) : créée par arrêté gouvernemental du 25 août 1880 à partir de territoires distraits des communes indigènes de Miliana et de Médéa, elle est supprimée par arrêté du 23 octobre 1956[18] ;
    - Hammam Righa(81 974 ha) : créée par  arrêté gouvernemental du 28 juin 1882 par la réunion des territoires composant les communes mixtes d'Adélia, créée le 14 juillet 1874, et de Meurad, créée le 3 août 1876, elle est supprimée par arrêté gouvernemental du 16 décembre 1905, à effet au 1er janvier suivant[19] ;
    - Teniet-el-Had (291 081 ha) : créée par arrêté gouvernemental du 27 avril 1876, elle supprimée par arrêté du 4 décembre 1956[20] ;

  - Arrondissement d'Orléansville (trois communes mixtes regroupant 137 418 habitants) 
    - Chéliff (172 973 ha)
    - Ouarsenis (119 099 ha) : créée par arrêté gouvernemental du 1er décembre 1880 à partir de territoires distraits des communes indigènes de Teniet El Had et d'Orléansville, elle est supprimée par arrêté du 4 décembre 1956[21] ;
    - Ténès (166 931 ha) : créée par arrêté gouvernemental du 27 avril 1876 (à effet au 1er mai suivant) à partir de douars distraits du territoire militaire, elle est supprimée par arrêté du 4 décembre 1956[22] ;

  - Arrondissement de Tizi Ouzou (six communes mixtes regroupant 275 849 habitants) 
    - Azeffoun (43 808 ha)[23] ;
    - Djurdjura (33 236 ha)[24] ;
    - Dra-el-Mizan (48 056 ha)[25] ;
    - Fort-National (33 559 ha)[26] ;
    - Haut-Sebaou (53 306 ha)[27] ;
    - Mizrana (38 765 ha)[28] ;
- Territoire de commandement
  - Subdivision de Médéa (deux communes mixtes regroupant 7 380 habitants) 
    - Bou Saâda (24 500 ha)[29] ;
    - Djelfa (1 720 ha)[30] ;

  - Subdivision de Laghouat (une commune mixte regroupant 5 151 habitants) 
    - Laghouat (2 062 ha)[31].

##### Autres communes mixtes
- Adélia : son territoire est agrandi par arrêté du 10 février 1879 qui lui réunit les douars de Zaccar et de Bou-Mad, distraits de la commune indigène de Miliana[32] ; elle est supprimée par arrêté du 27 juin 1882 qui réunit son territoire à la commune mixte d'Hammam-Righa[33].

#### Département d'Oran
Le département d'Oran regroupe vingt et une communes mixtes.
- Territoire civil
  - Arrondissement d'Oran (deux communes mixtes regroupant 47 372 habitants) 
    - Aïn-Témouchent (108 539 ha)
    - Saint-Lucien (91 552 ha).

  - Arrondissement de Mascara (quatre communes mixtes regroupant 141 277 habitants) 
    - Cacherou (196 804 ha)[34] ;
    - Frenda (280 675 ha)[35] ;
    - Mascara (204 628 ha)
    - Saïda (367 261 ha)[36] ;

  - Arrondissement de Mostaganem (six communes mixtes regroupant 221 721 habitants) 
    - Ammi-Moussa (203 980 ha)[37] ;
    - Cassaigne (88 954 ha)
    - La Mina (156 355 ha)[38] ;
    - Renault (73 359 ha)
    - Tiaret (157 682 ha)[39] ;
    - Zemmora (173 082 ha)[40] ;

  - Arrondissement de Sidi-bel-Abbès (deux communes mixtes regroupant 41 424 habitants) 
    - La Mekerra (125 497 ha)[41] ;
    - Telagh (457 581 ha) ;

  - Arrondissement de Tlemcen (quatre communes mixtes regroupant 88 338 habitants) 
    - Aïn-Fezza (91 341 ha) ;
    - Nedroma (69 938 ha) ;
    - Remchi (122 810 ha)[42] ;
    - Sebdou (96 902 ha)[43] ;
- Territoire de commandement
  - Subdivision d'Aïn-Sefra (deux communes mixtes regroupant 56 620 habitants) 
    - Géryville (2 888 900 ha) ;
    - Mecheria (2 651 253 ha) ;

  - Subdivision de Tlemcen (une commune mixte regroupant 33 382 habitants) 
    - Lalla Maghrnia (259 516 ha)[44].

#### Département de Constantine

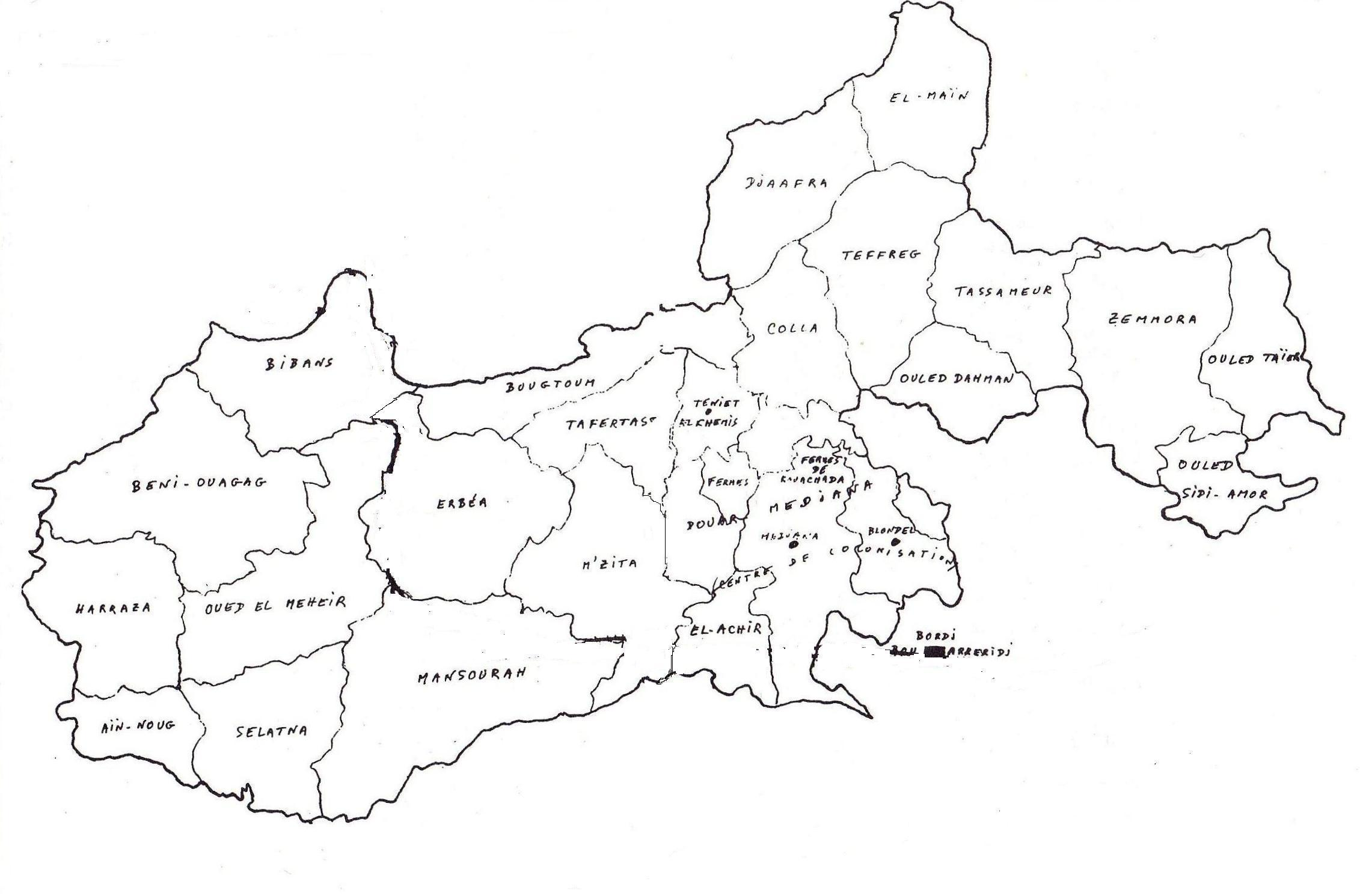
Douars de la Commune Mixte des Bibans.

Le département de Constantine comprend trente-quatre communes mixtes.
- Territoire civil
  - Arrondissement de Constantine (huit communes mixtes regroupant 310 580 habitants) 
    - Aïn-M'Lila (234 683 ha) : créée par arrêté gouvernemental du 28 novembre 1874 (centre d'Aïn M'Lila et dix douars), elle est agrandie de trois douars par arrêté du 24 décembre 1874 et délimitée officiellement par arrêté du 15 février 1875 ; elle est supprimée par arrêté du 7 janvier 1957[45] ;
    - Châteaudun-du-Rhummel (143 263 ha) : le district de Châteaudun est constitué en commune mixte par arrêté du 7 novembre 1874 (à la suite du rattachement de douars au territoire civil de la province de Constantine par arrêté du 25 février 1874) ; la section de l'Oued Dekri lui est adjointe par arrêté du 3 juillet 1875 ; la commune mixte est supprimée par arrêté du 7 janvier 1957[46] ;
    - El-Milia (94 973 ha) : créée par arrêté du 25 août 1880 (à effet au 1er octobre) à partir de territoires distraits de la commune indigène d'El Milia (poste militaire et vingt douars), elle est supprimée par arrêté du 15 janvier 1957[47] ;
    - Fedj-M'Zala (137 835 ha) : la commune indigène de Fedj M'Zala, composée des territoires de six tribus, est érigée en commune mixte par arrêté du 1er décembre 1880 (à effet au 1er janvier suivant) ; elle est supprimée par arrêté du 14 janvier 1957[48] ;
    - La Meskiana (188 743 ha) : créée par arrêté du 21 décembre 1880 (à effet au 1er février suivant) à partir de territoires distraits de la commune indigène d'Aïn Beïda, elle est effectivement constituée et remise à l'autorité civile le 31 mars 1881 (arrêté du 27 janvier 1881) ; elle est supprimée par arrêté du 14 janvier 1957[49] ;
    - Morsott (253 213 ha) : la commune mixte de Tébessa, créée par arrêté du 29 décembre 1884, prend le nom de Morsott  par arrêté du 11 novembre 1889 ; elle est supprimée par arrêté du 15 janvier 1957[50] ;
    - Oum-el-Bouaghi (241 061 ha) : créée par arrêté du 21 décembre 1880 (à effet au 1er février suivant) à partir de territoires distraits de la commune indigène d'Aïn Beïda, elle est effectivement constituée et remise à l'autorité civile le 31 mars 1881 (arrêté du 27 janvier 1881) ; elle est supprimée par arrêté du 14 janvier 1957[51] ;
    - Sedrata (158 692 ha) : créée par arrêté du 21 décembre 1880 (à effet au 1er février suivant) à partir de territoires distraits de la commune indigène d'Aïn Beïda, elle est effectivement constituée et remise à l'autorité civile le 31 mars 1881 (arrêté du 27 janvier 1881) ; elle est supprimée par arrêté du 14 janvier 1957[52] ;

  - Arrondissement de Batna (cinq communes mixtes regroupant 165 386 habitants) 
    - Aïn-el-Ksar (228 000 ha) : le territoire de la commune mixte (civile) de Batna est augmentée de deux tribus distraites de la commune indigène de Batna par arrêté gouvernemental du 29 décembre 1884 ; elle est alors renommée Aïn El Ksar et son chef-lieu est transféré à El Mahder ; son territoire est amputé par la création de la commune mixte de Belezma (chef-lieu : Corneille) par arrêté du 27 septembre 1904 ; elle est supprimée par arrêté du 12 janvier 1957[53] ;
    - Aïn-Touta (263 194 ha)[54] ;
    - Aurès (plus tard renommée Arris - 127 226 ha) : créée par arrêté du 18 décembre 1886, la partie des territoires constituant le poste de T'Kout lui sont rattachés lors de la suppression de la commune indigène de Khenchela par arrêté du 15 novembre 1912 (à effet au 1er janvier suivant) ; elle est supprimée par arrêté du 12 janvier 1957[55] ;
    - Khenchela (219 653 ha)[56] ;
    - Ouled-Soltan (1 024 184 ha)[57] ;

  - Arrondissement de Bône (trois communes mixtes regroupant  64 194 habitants) 
    - Beni-Salah (Zérizer - 176 189 ha)[58] ;
    - Edough (Aïn-Mokra - 105 569 ha)[59] ;
    - La Calle (104 636 ha)[60] ;

  - Arrondissement de Bougie (six communes mixtes regroupant 351 366 habitants) 
    - Akbou (84 981 Ha)[61] ;
    - Guergour (104 463 ha)[62] ;
    - Oued-Marsa (55 786 ha)[63] ;
    - La Soummam (Fenaïa & Sidi-Aïch - 117 546 ha)[64] ;
    - Tababort (92 257 ha) ;
    - Taher (53 594 ha)[65] ;

  - Arrondissement de Guelma (trois communes mixtes regroupant 104 983 habitants) 
    - Oued-Cherf (Guelma et Oued-Zenati - 72 318 ha)[66] ;
    - La Séfia (112 293 ha) : la commune mixte militaire de Séfia est augmentée de deux douars distraits de la commune indigène de Souk Ahras (Tiffech et Zarouria) et constituée en commune mixte civile par arrêté du 1er décembre 1880 (à effet au 1er janvier suivant) ; son chef-lieu est fixé à Oued Cham puis à Laverdure ; les douars Aïn Kétone et Kef Rih sont rattachés à la commune mixte d'Oued Cherf par arrêté du 16 juillet 1955 ; elle est supprimée par arrêté du 15 janvier 1957[67] ;
    - Souk-Ahras (199 653 ha) : créée par arrêté du 29 décembre 1884 à partir de territoires distraits de la commune mixte (civile) de la Séfia (centre de population de Zarouria, quatre douars et deux tribus), elle est supprimée par arrêté du 15 janvier 1957[68] ;

  - Arrondissement de Philippeville (trois communes mixtes regroupant 82 182 habitants) 
    - Attia (82 039 ha) : créée par arrêté gouvernemental du 25 août 1880 (à effet au 1er octobre suivant) à partir de territoires distraits de la commune indigène d'El Milia (six douars et une tribu), son chef-lieu est fixé à Cheraïa ; elle est réunie à la commune mixte de Collo par arrêté du 16 décembre 1905[69] ;
    - Collo (79 144 ha) : commune mixte militaire créée par arrêté du 6 novembre 1868, elle est rattachée au territoire civil du département de Constantine par arrêté du 29 avril 1874 ; elle est agrandie par arrêté du 25 août 1880 (territoires distraits de la commune indigène d'El Milia) ; la commune mixte d'Attia lui est réunie par arrêté du 16 décembre 1905 ; elle est supprimée par arrêté du 14 janvier 1957[70] ;
    - Jemmapes (130 109 ha) : créée par arrêté du 15 octobre 1874 à partir des dix douars de l'ancienne annexe de Jemmapes et du village de La Roberstau, la commune mixte d'El Arrouch, créée le 5 janvier 1874, lui est réunie par arrêté du 29 décembre 1884 puis elle est agrandie par arrêté du 30 mars 1895 (rattachement de Bissy) ; elle est supprimée par arrêté du 14 janvier 1957[71] ;

  - Arrondissement de Sétif (six communes mixtes regroupant 259 392 habitants) 
    - Bibans (178 227 ha) : créée par arrêté du 1er décembre 1880 à partir de territoires distraits de la commune indigène de Bordj Bou Arreridj) ; son chef-lieu est fixé à Teniet El Khemis ; l'orthographe évolue de Biban à Bibans dans les répertoires officiels ; la commune s’agrandit par un arrêté du 21 juillet 1886 et Medjana devient son chef-lieu la même année. Par décret du 20 février 1890, les douars de Hassenaoua et d'Ouled Hanich en sont distraits pour être réunis à la commune de plein exercice de Bordj Bou Arreridj. En 1904, elle compte 21 douars : Aïn-Nougue, Arbéa, Beni-Ouagag, Biban, Boukton, Colla, Djafra, Mansoura, El-Main, Harreza, Medjana, M'Zita, Ouled-Dahman, Ouled-el-Meïr, Ouled-Sidi-Amor, Ouled-Taïer, Selatna, Taferfast, Tassameur, Tefreg et Zemoura ;  elle est supprimée par arrêté du 14 janvier 1957. Situé à l’extrême ouest du département de Constantine, et limitrophe du département d’Alger, son territoire s’étend sur près de 170 000 hectares, et occupe une place stratégique, entre les montagnes de la Kabylie au Nord et les Hauts Plateaux au Sud. Cette situation géographique est à l’origine de son toponyme, Bibans (parfois orthographié Biban) signifiant « Portes » en arabe, mot employé pour désigner une partie du massif montagneux particulièrement étroite et que les soldats français baptisèrent « Portes de fer ». La commune est entourée au Nord par les communes mixtes du Guergour et d’Akbou, à l’Ouest par les communes mixtes de Maillot et d’Aumale, au Sud et à l’Est par la commune de plein exercice de Bordj-Bou-Arreridj et la commune mixte des Maâdid. À l’Ouest, la chaîne des Bibans abrite, entre autres, les massifs du Djebel M’Zita (1 457 m) et le Djebel Mansoura, qui culmine à 1 862 m. Par ailleurs, de nombreux oueds y coulent par intermittence. Sa population, en très grande majorité indigène, est estimée en 1948 à 66 303 habitants. La commune s’organise alors en quatre grands centres (Medjana, Blondel, El Achir et Mansoura) et vingt-et-un douars. Ils sont administrés par onze caïds, réunis en djemâas, organes permanents servant à gérer les biens des douars. Quant aux Européens, ils résident essentiellement dans les fermes et centres créés lors de leur installation à la suite des demandes des familles ou des opérations du séquestre collectif de 1871. L'agriculture constitue l'un des grands domaines d'activités de la population, plus particulièrement avec la culture de l’alfa et des céréales. L’industrie et le commerce n’y sont pas significativement développés[72].
    - Les Eulma (184 608 ha) : district de Saint-Arnaud est érigé en commune mixte par arrêté du 7 novembre 1874, sous le nom des Eulma ; son chef-lieu est fixé à Saint-Arnaud ; la commune mixte (civile) de Sétif lui est réunie par arrêté du 21 décembre 1884 (à effet au 1er janvier suivant) ; la commune mixte des Eulma est supprimée par arrêté du 12 janvier 1957[73] ;
    - Les Maâdid (176 992 ha) : la commune mixte de Bordj Bou Arreridj est créée par arrêté du 7 novembre 1874 ; les douars d'Ouled Hannech et de Maâdid sont distraits de la commune mixte de M'Sila et réunis à celle de Bordj Bou Arreridj par arrêté du 22 mai 1890 ; celle-ci prend alors le nom des Maâdid et son chef-lieu est fixé à Bordj R'Dir ; elle est supprimée par arrêté du 14 janvier 1957[74] ;
    - M'Sila (385 871 ha) : créée par arrêté du 29 septembre 1884 (à effet au 1er janvier suivant) à partir de territoires distraits de la commune indigène de M'Sila, elle est supprimée par arrêté du 14 janvier 1957[75] ;
    - Rhira (210 758 ha) : créée par arrêté du 7 mars 1881 (à effet au 31 suivant) à partir de territoires distraits de la commune indigène de Sétif, son chef-lieu, placé provisoirement au Bordj de Mohamed S'Rir, puis à Sétif, est ensuite fixé à Colbert dans les années 1890 ; son nom évolue de Rirha en Rhira avant 1892 ; elle est supprimée par arrêté du 14 janvier 1957[76] ;
    - Takitount (94 798 ha) : créée par arrêté du 25 août 1880 (à effet au 1er octobre suivant) à partir de territoires distraits de la commune indigène de Takitount (centres de Takitount et de Kerrata, douars et tribus), elle prend le nom d'Amoucha par décision gouvernementale du 20 décembre 1891 et reprend son nom d'origine avant 1897 ; elle est distraite de l'arrondissement administratif de Bougie et réunie à celui de Sétif par décret du 19 février 1902 ; son chef-lieu passe de Takitount à Amoucha pour être fixé à Périgotville par arrêté du 12 novembre 1900 ; elle est supprimée par arrêté du 12 janvier 1957[77].

## Autres communes mixtes
Les communes mixtes se rencontraient hors de l'Algérie.
Sous la IIIe République, des communes mixtes ont d'abord étaient créées dans les pays d'administration directe de la colonie du Sénégal et dépendances, en vertu du décret du 13 décembre 1891. En 1939, quatorze communes mixtes existaient au Sénégal : douze d'entre elles — Thiès, Tivaouane et Louga, créées par arrêté local du 31 décembre 1904, Meckhe, créée par arrêté local du 22 juin 1911, Fatick et Foundiougne, créées par arrêté local du 31 décembre 1917, Diourbel, créée par arrêté local 7 décembre 1918, Khombole et Kébémer, créées par arrêté local du 5 décembre 1925, M'bour, Bambey et Gossas, créées par arrêté local 4 décembre 1926 — et les deux autres — Ziguinchor et Kaolack, créées par arrêté local du 5 décembre 1925 — étaient des communes mixtes du deuxième degré. Une quinzième commune mixte, Bargny, a existé de 1932 à 1936 : créée comme commune du premier degrés par arrêté du 30 juillet 1932, elle est supprimée par arrêté du 30 juillet 1936 qui incorpore son territoire à la commune de plein exercice de Rufisque.
D'autre part, des communes mixtes ont ultérieurement été créées en Afrique-Équatoriale française, en vertu du décret du 14 mars 1911. En 1939, six communes mixtes existaient en Afrique-Équatoriale française : Brazzaville, Bangui, Fort-Lamy (aujourd'hui N'Djaména) et Libreville, créées en 1911 ; et Pointe-Noire et Port-Gentil, créées en 1936. Une septième commune mixte, Dolisie, est créée en 1950.
Des communes mixtes ont été créées en Afrique-Occidentale française, en vertu du décret du 4 décembre 1920, et au Togo français, en vertu du décret du 6 novembre 1929. En 1939, le Togo français ne comptait qu'une commune mixte, Lomé, créée par arrêté du 20 novembre 1932,.
Dans les Établissements français de l'Océanie, Uturoa est créée comme commune mixte par décret du 17 décembre 1931. En Côte française des Somalis, Djibouti est érigée en commune mixte par arrêté du 16 mai 1938.
En outre, des communes analogues existaient à Madagascar, en vertu du décret du 9 octobre 1913, et au Cameroun français, en vertu du décret du 19 novembre 1947. Elles étaient dotées soit d'un conseil municipal soit d'une commission municipal.